# Giovanni Sgambati
Giovanni Sgambati (født 28. maj 1841 i Rom, død 14. december 1914 sammesteds) var en italiensk komponist og klaverspiller.
Det ofte angivne fødselsår 1843 skal være en forfalskning af Sgambatis far, der lod ham optræde som vidunderbarn. Sgambatis mor var englænderinde. Hans anlæg som klaverspiller viste sig ualminelig tidlig og vakte snart Franz Liszts interesse. I det hele influerede tysk musik på Sgambati i en grad, der dengang var en sjældenhed for en italiensk musiker. Tidlig begyndte Sgambati at forsøge sig som komponist og debuterede med en klaverkvartet (1866). Samme år opførte Sgambati for første gang i Italiens hovedstad Beethovens Eroica-symfoni og grundede en forening for klassisk kammermusik; denne udvidedes (1874) til en 
orkesterforening, der lededes af Sgambati og violinisten Ettore Pinelli. Herigennem og som klaverlærer ved Cæcilia-Akademiet i Rom fik Sgambati betydelig indflydelse på italiensk (særlig romersk) musikliv, navnlig ved at vække sansen for den absolutte musik og udbrede kendskab til tysk klassisk musik (foruden Beethoven, Schumann, Brahms med flere). Blandt hans samarbejdspartnere var Alberto Nepomuceno. Sgambati har endvidere udfoldet en talentfuld komponistisk virksomhed. Hans værker har for største delen fundet vid udbredelse; fremhæves skal: to symfonier, orkesterværker,  to klaverkvintetter, en strygekvartet, klaverkoncert, en del anden klavermusik og forskellig vokalmusik.

## Udvalgte værker
- Symfoni nr. 1 (i D-dur) (1880–1881) - for orkester
- Symfoni nr. 2 (i E-mol) (1883–1885) - for orkester
- Cola di Rienzo overturen (1866) - for orkester
- Klaverkoncert (i G-mol) (1878–1880) - for klaver og orkester